# جي جي إم جاسترو
شركة GGM Gastro International هي شركة ألمانية مقرها في أوتشتروب، وهي متخصصة في بيع أنظمة ومعدات وملحقات تخص صناعات المطاعم والفنادق بالجملة.

## التأسيس والتطوير
تأسست الشركة في عام 2004 في منطقة إيبي في جروناو تحت اسم Bakir & Inan GbR. في البداية، تمت عمليات بيع لأجهزة المطبخ من خلال استحواذها على معدات مطاعم مغلقة، ثم توسعت لاحقًا لتشمل شراء مطابخ تجميعية ومطاعم وجبات خفيفة من الشركات المفلسة، وتم إصلاحها وبيعها مجددًا. في البداية، تم التركيز على الأسواق الألمانية والهولندية. بدأت الأعمال بالتوسع على الصعيدين الوطني والدولي عند إنشاء منصة خاصة للمبيعات عبر الإنترنت. تم تغيير اسم الشركة إلى اسمها الحالي في عام 2011.
بعد مرور عام واحد فقط، انتقلت الشركة إلى أوتشتروب وقامت بتوسيع مساحة عملياتها، والتي تم توسيعها مرارًا وتكرارًا على مدى السنوات التالية. وحتى خريف عام 2014، كانت هناك فروع إضافية في السويد وإسبانيا وبلغاريا. في السنة 2018/2019، ساهمت الشركة بدعم جمعية "دعم الأطفال في البرازيل" من خلال تقديم تبرعات عينية لإقامة مطبخ تجاري يتم فيه إعداد وجبات للأطفال المحتاجين من الأحياء الفقيرة في كامبينا غراندي (البرازيل).

## المواقع
بالإضافة إلى المقر الرئيسي في أوتشتروب، ستوجد الشركة بتمثيل في أربع مدن ألمانية كبيرة في عام 2022. وتدير مواقع خاصة في اثنتي عشرة دولة أوروبية أخرى. وستضاف فروع في الهند والصين في قارة آسيا.

## روابط انترنت
- موقع الشركة

## الأدلة الفردية
1. ↑  Datenbank-Eintrag zu GGM Gastro International GmbH bei Creditreform (Crefonummer: 4250353251), Stand: 16. Dezember 2022.
2. ↑  Impressum der Website von GGM Gastro, Stand: 22. Januar 2022.
3. ↑  Jahresabschluss 2020, Bundesanzeiger 19. April 2023.
4. ↑  Standorte des Unternehmens. Abruf: 21. Januar 2022. نسخة محفوظة 2022-11-07 على موقع واي باك مشين.